# 朗伊罗阿
朗伊罗阿（Rangiroa）是法国海外集体法屬玻里尼西亞土阿莫土-甘比尔群岛行政区的一个市镇，领土涵盖同名环礁及蒂凯豪环礁、馬塔伊瓦環礁和馬卡泰阿島。

## 地理
朗伊罗阿（15°15'24"S, 147°17'20"W）面积79 平方千米，位于法国海外集体法屬玻里尼西亞土亞莫土群島。
由于朗伊罗阿领土为海洋中的环礁和岛屿，故不与任何市镇接壤。

## 行政
朗伊罗阿的邮政编码为98776、98778、98777、98775、98790，INSEE市镇编码为98740。

## 政治
朗伊罗阿的现任市长为塔胡胡·马拉埃乌拉（Tahuhu Maraeura）先生，任期为2021-2026年。

## 人口
朗伊罗阿于2022年时的人口数量为3,761人。